# الفيدرالية في ألمانيا
الفيدرالية في ألمانيا تتكون من ولايات ألمانيا والحكومة الفيدرالية. وللحكومة المركزية والولايات والبلديات الألمانية مهام مختلفة ومناطق متنافسة جزئيًا ومسؤوليات يحكمها نظام معقد من الضوابط والتوازنات.

## التاريخ
تعود الفدرالية الألمانية إلى تأسيس الإمبراطورية الرومانية المقدسة في العصور الوسطى، وإلى الإصلاحات التي جاءت مع صلح وستفاليا ودستور الإمبراطورية الألمانية من عام 1871.
بعد توحيد ألمانيا، دخلت الفيدرالية الألمانية في صراع مع القومية الألمانية. جادل القوميون بأن السلطة يجب أن تتركز في الحكومة المركزية في برلين، لكن الملوك وحكوماتهم قاوموها في مختلف الولايات الألمانية خارج مملكة بروسيا، مع حرص مملكة بافاريا بشكل خاص على الدفاع عن الحقوق الممنوحة لها في الدستور الامبراطوري.
بعد نهاية الحرب العالمية الثانية، استُعيدت الطبيعة الفيدرالية لألمانيا، بعد أن ألغيت فعليًا في عهد النازيين. ويحمي الدستور الألماني الحالي، الذي جرى تبنيه في عام 1949، الطبيعة الفيدرالية لألمانيا فيما يسمى بالنص الأبدي (المحصن).
منذ إعادة التوحيد في عام 1990، تألفت الجمهورية الفيدرالية من ستة عشر ولاية: الولايات العشر للجمهورية الفيدرالية قبل إعادة التوحيد («ألمانيا الغربية»)، والولايات الجديدة الخمس من ألمانيا الشرقية السابقة، وبرلين.

## تقسيم السلطات
يقسم القانون الأساسي لجمهورية ألمانيا الاتحادية السلطة بين الحكومة الفيدرالية والولايات (بالألمانية: Länder)، مع المبدأ العام الذي يحكم العلاقات المنصوص عليها في المادة 30: «باستثناء ما ينص عليه هذا القانون الأساسي أو يسمح به، تعتبر ممارسة سلطات الدولة والقيام بوظائف الدولة من اختصاص الولايات». وبالتالي، لا يمكن للحكومة الفيدرالية ممارسة السلطة إلا في المجالات المحددة في القانون الأساسي. وتُمثل الولايات على المستوى الفيدرالي من خلال البوندسرات (المجلس الاتحادي الألماني)، الذي يلعب دورًا مشابهًا لدور مجلس الشيوخ في البرلمان الحقيقي المكون من مجلسين.
يقسم القانون الأساسي المسؤوليات التشريعية للحكومة الفيدرالية وحكومات الولايات إلى سلطات اتحادية حصرية (المادتان 71 و73)، وسلطات متنافسة (المادتان 72 و74)، وسلطات محايدة (المادة 72)، وسلطات حصرية للولاية (المادة 70). يشمل الاختصاص التشريعي الحصري للحكومة الفيدرالية الدفاع، والشؤون الخارجية، والهجرة، والمواطنة، والاتصالات، ومعايير العملة، في حين أن الولايات لها ولاية قضائية حصرية على الشرطة (باستثناء الشرطة الفيدرالية)، ومعظم التعليم، والصحافة، وحرية التجمع، والإسكان العام، والإصلاحيات، وشؤون الإعلام، وأمور أخرى. حتى في الحالات التي تتمتع فيها الولايات بسلطة قضائية حصرية، فإنها تختار أحيانًا العمل مع بعضها البعض والتوصل إلى اتفاق أساسي مع الولايات الأخرى، ثم تمرير القرارات بعد ذلك عبر برلمانات الولايات الستة عشر وبالتالي تكريسه كقانون على الصعيد الوطني. ويحدث ذلك من أجل تجنب الخلط القانوني. مثل لوائح المقامرة عبر الإنترنت في الولايات.
في مجالات الحفاظ على الطبيعة، والشهادات الجامعية، والقبول في الجامعة، وغيرها، يمكن أن تختلف تشريعات الولاية عن التشريعات الفيدرالية (أي: تعدل أو تستبدل).
تشترك الحكومة الفيدرالية وحكومات الولايات في سلطات متوازية في عدة مجالات، مثل: قانون الأعمال، والقانون المدني، والرعاية الاجتماعية، والضرائب، وحماية المستهلك، والعطلات الرسمية، والصحة العامة. ومع ذلك، في العديد من السلطات المتوازية، تظل تشريعات الولاية سارية فقط طالما لا يوجد تشريع اتحادي يتعارض مع محتوياته، على الرغم من أن تمرير مثل هذا التشريع الفيدرالي قد يخضع لمتطلبات قانونية إضافية، على النحو المنصوص عليه في المادة 72، القسم 2 من القانون الأساسي.
توسعت مجالات المسؤولية المشتركة للولايات والحكومة الفيدرالية من خلال تعديل القانون الأساسي في عام 1969 (المادتان 91 أ و91 ب)، ودعا التعديل إلى العمل المشترك في المجالات ذات الاهتمام الاجتماعي الواسع مثل التعليم العالي، والتنمية الاقتصادية الإقليمية، والإصلاح الزراعي.
أما العلاقات الدولية، بما في ذلك المعاهدات الدولية، هي في المقام الأول مسؤولية على المستوى الفيدرالي، ولكن، مثل كل الاتحادات الأخرى، فإن الولايات المكونة لها سلطات محدودة في هذا المجال. كما هو منصوص عليه في المادة 23 والمادة 24 والمادة 32 من القانون الأساسي، تتمتع الولايات (Länder) بالحق في التمثيل على المستوى الاتحادي (أي من خلال البوندسرات) في مسائل العلاقات الدولية التي تؤثر عليها، بما في ذلك نقل السيادة للمنظمات الدولية، وبموافقة الحكومة الفيدرالية، لها صلاحيات محدودة لإبرام المعاهدات الدولية.
إن بعض المعاهدات القديمة بين الولايات الألمانية ودول أخرى ما تزال سارية المفعول. مثل معاهدة الملح البافاري - النمساوي لعام 1829 (بالألمانية: Konvention zwischen Bayern und Österreich über die beiderseitigen Salinenverhältnisse vom 18. März 1829)، وهي أقدم معاهدة أوروبية ما تزال سارية. وعام 1957، استخدمت حكومة بافاريا مراجعة للمعاهدة للمطالبة بتنشيط حقوق الولايات ضد إرادة ومطالبات الحكومة الفيدرالية.